# Abraham le Perse
Saint Abraham le Perse (IVe siècle), était évêque d'Arbèle en Mésopotamie.